# La Guerre des mondes (film, 2025)
Pour les articles homonymes, voir La Guerre des mondes (homonymie).
Pour plus de détails, voir Fiche technique et Distribution.
La Guerre des mondes (War of the Worlds) est un film américain réalisé par Rich Lee et sorti en 2025. Il s'agit d'une adaptation du roman du même nom de H. G. Wells, sous forme de film d'écran. 
Diffusé sur Prime Video, il reçoit des critiques très négatives, dont un 0% sur Rotten Tomatoes.

## Synopsis
Expert pour le département de la Sécurité intérieure, Will Radford vit enfermé et passe ses journées à traquer les menaces potentielles sur la cybersécurité. Il veille cependant via les caméras de surveillance sur sa fille Faith et son fils Dave. Une cyberattaque lancée via un programme nommé Goliath va cependant remettre en question ses convictions. Will commence à se demander si le gouvernement ne l'a pas manipulé, lui et le reste du monde.

## Fiche technique
Sauf indication contraire, les informations mentionnées dans cette section peuvent être confirmées par les bases de données cinématographiques IMDb et Allociné,  présentes dans la section « Liens externes ».
- Titre français : La Guerre des mondes
- Titre original : War of the Worlds
- Réalisation : Rich Lee
- Scénario : Kenneth Golde et Marc Hyman, d'après le roman La Guerre des mondes de H. G. Wells
- Musique : Jon Natchez
- Direction artistique : Chris Schmitt
- Décors : Clarence Major
- Costumes : N/A
- Photographie : Christopher Probst
- Montage : Charles Ancelle et Jake York
- Production : Patrick Aiello et Timur Bekmambetov
- Sociétés de production : Universal Pictures, Bazelevs Company et Patrick Aiello Productions
- Société de distribution : Prime Video
- Budget : N/A
- Pays de production :  États-Unis
- Langue originale : anglais
- Format : couleur - son : Dolby Atmos
- Genre : science-fiction, action, thriller
- Durée : 89 minutes
- Date de sortie[1] : 30 juillet 2025 (Prime Video)
- Classification[2] :
  - États-Unis : PG-13

## Distribution
- Ice Cube (VF : Lucien Jean-Baptiste ; VQ : Fayolle Jean Jr.) : Will Radford
- Eva Longoria (VF : Armelle Gallaud ; VQ : Pascale Montreuil) : Sandra Salas
- Iman Benson (VF : Juliette Lamboley ; VQ : Florence Blain Mbaye) : Faith Radford
- Henry Hunter Hall (VF : Stevie Tomi ; VQ : Clifford Leduc-Vaillancourt) : David Radford
- Devon Bostick (VF : Donald Reignoux ; VQ : Frédéric Millaire-Zouvi) : Mark Goodman
- Andrea Savage (VF : Hélène Bizot ; VQ : Émilie Josset) : Sheila Jefferies
- Clark Gregg (VF : Guillaume Lebon ; VQ : François Godin) : Donald Briggs
- Jim Meskimen : le président
- Michael O'Neill (VF : Bernard Bollet ; VQ : Jean-Marie Moncelet) : Walter Crystal

 Sources : version française (VF) et version québécoise (VQ) sur les cartons de doublage du générique de fin.[réf. nécessaire]

## Production
En septembre 2020, Ice Cube est annoncé comme tête d'affiche d'un projet de film sans titre produit par Timur Bekmambetov, qui sera réalisé par Rich Lee d'après un scénario écrit par Kenneth Golde et Marc Hyman. En octobre 2020, Eva Longoria rejoint elle aussi la distribution du projet. Il est alors révélé qu'il s'agit d'une adaptation du roman La Guerre des mondes de H. G. Wells, publié en 1898.
Le tournage s'étale entre novembre 2023 et juin 2024. Il se déroule en Californie, notamment à Los Angeles (notamment Downtown), dans les Universal Studios, ou encore Agua Dulce, Santa Clarita, Valencia et Stevenson Ranch. En juillet 2025, la présence de Clark Gregg, Andrea Savage, Henry Hunter Hall, Iman Benson, Devon Bostick et Michael O'Neill est également révélée.

## Sortie et accueil
Initialement prévu pour être distribué en salles par Universal Pictures, il est finalement annoncé courant juillet 2025 que le film sera diffusé le 30 juillet 2025 sur Prime Video.
Le film reçoit des critiques globalement très négatives. Sur le site d'agrégation de critiques Rotten Tomatoes. Peter Debruge de Variety a considéré le film comme une mauvaise adaptation de La Guerre des mondes et critique l'utilisation des éléments de la vie à l'écran, la performance d'Ice Cube ainsi que des placements de produits excessifs d'Amazon.